# Rien que les heures
Rien que les heures is de een 45 minuten durende experimentele debuutfilm uit 1926 van de Braziliaanse cineast Alberto Cavalcanti. De film wordt beschouwd als de eerste officiële city symphony, een subgenre van de avant-gardebeweging, die in de jaren twintig aan een opmars begon.

## Synopsis
De film heeft een groot documentairegehalte, zoals het city symphony's betaamt, maar bevat ook een, weliswaar summiere, narratieve context. Cavalcanti wil met zijn film niet enkel de stad Parijs tonen en haar vuile straten, interessante architectuur en grote mensenmassa’s, hij heeft vooral oog voor de eenzaamheid, de tristesse van de flâneur en het klassenverschil tussen arm en rijk, waarbij hij het opneemt voor de eerstgenoemde. Veel meer dan Vertov of Ruttmann richt Cavalcanti zich op het individu, waardoor de film ook wat melodramatische kenmerken telt en een verhalend karakter krijgt. Zo volgt Cavalcanti, na eerst establishing shots te laten zien van de eenzame straten van Parijs, loslopende honden en lege huizen, gemengd met surrealistische beelden van het fenomeen 'tijd', drie vrouwelijke personages, allemaal outcasts van de maatschappij: een mislukte dronken vrouw, een prostituee en een krantenverkoopster. Eerst is de ochtend te zien wanneer de eerste werknemers de straat op komen. Wat later volgen scènes rond het middaguur, wanneer de werklieden en winkelbedienden van hun lunch genieten. In de late namiddag laat Cavalcanti ruimte voor recreatie: hij toont zwemmende mensen en tegen de avond heerst er rust. De regisseur vertelt het verhaal van het leven zoals het was gedurende één dag in Parijs.

## Stijl en inhoud
Men kan vooreerst zeggen dat Cavalcanti's stijl vrij apart is, zelfs binnen de citysymphonyfilm. De shotlengte in Rien que les heures is vrij lang (betrekkelijk langer dan bij Joris Ivens of Dziga Vertov) en het ritme van de film voelt erg traag aan. Als Vertov shots gebruikt, werkt Cavalcanti met scènes, hij schildert in plaats van snel te schetsen. Hij leunt daarmee aan bij de vroegste Franse impressionistische schilders. Ook verweeft hij zijn surrealistische, vaak ironische stijl met een fijnschalig verhaal, waardoor zijn gedistingeerde stijl enkel meer in de schijnwerpers komt te staan. Bovendien gebruikt hij – ondanks de mindere voeling van de term met het genre – veel close-ups. Al in de eerste vijf minuten toont Cavalcanti de kijker het gezicht van Blanche Bernis, terwijl hij afwisselend lege straten en natuur in beeld brengt en interessante camerahoeken gebruikt om niet zozeer architectuur te portretteren, maar de focus eerder legt op eenzame mensen, dieren en objecten.
De film opent met een constructivistisch bouwsel waarin de titel verwerkt is. Op deze manier laat Cavalcanti aan de kijker zien dat hij ook thuis is in andere takken van de kunst (hij begon zijn carrière als architect bij L'Herbier). Verder gebruikt Cavalcanti ook handgeschilderde tekeningen van een dood vrouwpersoon om schokkende beelden te mixen met het surrealisme, de ironie en de narratieve noot in de film. Tussentitels vertellen de kijker dat hij niet naar het elegante leven zal kijken, maar eerder naar de 'lageren aan wal'. Meteen is de bittere antisociale toon gezet. Cavalcanti voert een discussie aan van filosofische aard: tijd en ruimte zijn onbevattelijke ideeën. Dit weerspiegelt hij ook in zijn film, door de kijker met vragen te bestoken en uitspraken te doen als: "Elke stad is gelijkaardig als je niet naar de monumenten zou kijken." Het gaat om een soort stadsgevoel dat hij wil capteren in zijn film, een melancholische blik (die ook te zien is bij zijn illustere voorbeeld in de fotografie Eugène Atget, die ook een zwak had voor de dubieuze stad Parijs).
Vaak hangt er bij Cavalcanti een ironisch, bijna cynisch luchtje aan zijn opzet. Zo hanteert hij duidelijk snellere cuts bij het filmen van voedsel en bloemen langs de ene kant en opgehoopte vuilnis langs de andere kant. Ook de Méliès-achtige verdwijntruc met de auto, waar op de plaats van de auto plotseling een trekezel met kar staat, wijst op de eigenwijze humor van de Braziliaan en zijn zin voor contrasten. Soms neigt hij naar cynisme of zwartgallige humor, zoals in het shot van de man die zijn biefstuk oppeuzelt in het restaurant, waar Cavalcanti inzoomt op zijn bord en de kijker via een van de vele wipe-effecten naar het abattoir meevoert.
Niet alleen schildert Cavalcanti impressionistische taferelen op het doek, ook brengt hij het surrealisme tot leven in zijn werk. Een treffend en bekend voorbeeld is het shot van de ogen van alle schilders die Parijs aanschouwen en ook het shot aan het begin van de film - waar enkele meisjes op een stenen trap te zien zijn - dat verwordt tot een foto die een hand tot snippers verscheurt. In de film speelt Cavalcanti met het begrip 'tijd', ook op extradiëgetisch niveau. Terwijl hij een soort documentaire draait over een typische dag in Parijs gedurende 24 uur, toont hij naast de 'plotlijn' ook voortdurend klokken en wijzers, die bij momenten verdrinken in surrealistische effecten. Hij haalt alle mogelijke trucs uit de doos: wipes, multiple exposures, fast motion, split screen, zelfs de later door de Nouvelle Vague geliefkoosde freeze frames duiken op in Rien que les heures, die garant staan voor een dosis Verfremdung. Ook filmt hij zogenaamde spinning shots van op een draaimolen.
Al bij al is Rien que les heures vooral een experimentele film met een melancholisch smaakje over een modelstad die de nadruk legt op het eenzame individu. Of zoals Jack C. Ellis het verwoordt: "The overall mood of the film is a bit downbeat; there is a sweet sadness, a sentimental thoughness about it that looks ahead to the poetic realism of the 1930’s and the films of Jacques Prévert and Marcel Carné". Maar, zoals Ellis verdergaat, blijft zijn boodschap wel sec: "Dit is het leven van de moderne stad, aanschouw!". Voor Cavalcanti ligt de schoonheid van het medium film in de interrelaties van de beelden in plaats van in het beeld zelf.

## Plaatsing in het oeuvre
De film geldt niet alleen als de eerste film van Cavalcanti, maar wordt algemeen ook als zijn beste film gezien. Ook al geniet bijvoorbeeld Dziga Vertovs klassieker in het genre The Man with a Movie Camera uit 1929 meer aandacht en bekendheid, Cavalcanti zette vaart achter zijn idee om Walter Ruttmann (de derde grote naam die Berlin: Die Sinfonie der Großstadt in 1927 uitbracht, waaraan Cavalcanti overigens meewerkte) net voor te zijn. Hij kreeg het idee voor zijn film dan ook door de plannen voor Berlin: Die Sinfonie der Großstadt. Cavalcanti maakte daarna nog een slordige zestig films, waarvan vooral En Rade en Le Train sans Yeux in zijn Franse periode belangrijk waren. Vanaf 1934 was hij actief in Engeland, bij GPO, waar hij onder meer Four Barriers (1937) maakte, maar waar hij niet al te vaak in de credits voorkwam. Het is pas bij Ealing Studios dat Cavalcanti weer wat faam bijeenraapt, met onder andere Went the Day Well? (1942) en Nicholas Nickleby (1947), dat op een script van Charles Dickens is gebaseerd.

## Productie
Cavalcanti maakte deze film (die vrij lang is voor die tijd) zonder sponsorgeld. Daarom wordt de film beschouwd als een van de meest betekenisdragende onafhankelijke films. Ook is het een van de weinige films die vrijgesteld was van belastingen in Duitsland, omdat hij een eervolle plaats op de lijst der kunstwerken kreeg.

## Soundtrack
De soundtrack is gecomponeerd door Yves de la Casinière.
Maud Nelissen schreef in de GCM Catalogus: "As far as I know relatively few original music scores exist for silent film and piano trio (violin/cello/piano). The music for Cavalcanti's Rien que les heures by Yves de la Casinière is a charming example of good and effective film music. A mixture of different styles which 'belong' to the different hours of day and night in the city, it warmly enriches Rien que les heures and makes the film complete."

## Receptie en kritiek
Volgens Cavalcanti zelf is zijn film een reactie tegen de cinéma pur en tegen het literaire scenario. Ook al is de film een soort documentaire met, voor de doorsnee cinemabezoeker in die tijd, zeer weinig om het lijf qua inhoud, toch werd de film zeer goed ontvangen. Natuurlijk bleef hij wel beperkt geliefd in het cinefiele clubje van de avant-gardeleden, maar Cavalcanti's film betekende nochtans veel voor een hoop critici. Zo schreef M.H.K. Franken in De Spiegel: "En het is een verademing, eindelijk eens verlost te zijn van het verhaaltje, eindelijk het pure rythme  der beelden op ons te laten inwerken, eindelijk eens alleen te zijn met dit nieuwe wonder, dat ons het leven en de wereld op een ons ongekende wijze vertolkt". Ook Menno ter Braak schrijft lovende woorden: "Rien que les heures blijft daarom zijn beste werk. Het laat die traagheid toe, omdat het geen persoonlijk 'drama' inhoudt, slechts een compositie van tot stadsbeeld geworden drama's". Tevens noemt ter Braak de film verscheidene keren 'volstrekt anti-amerikaansch'. Om maar te zeggen dat deze film tegen de (filmische) normen inging die het publiek gewoon was en hoe Cavalcanti (net zoals Vertov, wiens experimentele film in populaire zalen speelde) daar de draak mee stak en er ook mee wegkwam.